# Apogon
Apogon là một chi cá trong họ Apogonidae thuộc bộ cá vược, chúng sống ở các rạn san hô

## Các loài
Có 50 loài được ghi nhận trong chi này:
- Apogon americanus Castelnau, 1855 (Brazilian flamefish)
- Apogon atradorsatus Heller & Snodgrass, 1903 (Blacktip cardinalfish)
- Apogon atricaudus D. S. Jordan & E. A. McGregor, 1898 (Plain cardinalfish)
- Apogon aurolineatus (Mowbray, 1927) (Bridle cardinalfish)
- Apogon axillaris Valenciennes, 1832 (Axillary-spot cardinalfish)
- Apogon binotatus (Poey, 1867) (Barred cardinalfish)
- Apogon campbelli J. L. B. Smith, 1949
- Apogon cardinalis Seale, 1910
- Apogon caudicinctus J. E. Randall & C. L. Smith, 1988 (Little tailband cardinalfish)
- Apogon coccineus Rüppell, 1838 (Ruby cardinalfish)
- Apogon crassiceps Garman, 1903 (Transparent cardinalfish)
- Apogon dammermani M. C. W. Weber & de Beaufort, 1929
- Apogon deetsie J. E. Randall, 1998 (Deetsie's cardinalfish)
- Apogon dianthus T. H. Fraser & J. E. Randall, 2002
- Apogon doryssa (D. S. Jordan & Seale, 1906) (Longspine cardinalfish)
- Apogon dovii Günther, 1862 (Tailspot cardinalfish)
- Apogon erythrinus Snyder, 1904 (Hawaiian ruby cardinalfish)
- Apogon erythrosoma Gon & J. E. Randall, 2003
- Apogon gouldi Smith-Vaniz, 1977 (Deepwater cardinalfish)
- Apogon guadalupensis (R. C. Osburn & Nichols, 1916) (Guadalupe cardinalfish)
- Apogon hypselonotus Bleeker, 1855
- Apogon imberbis (Linnaeus, 1758) (Cardinalfish)
- Apogon indicus D. W. Greenfield, 2001 (Indian cardinalfish)
- Apogon kautamea D. W. Greenfield & J. E. Randall, 2004 (Rapanui cardinalfish)
- Apogon kominatoensis Ebina, 1935
- Apogon lachneri J. E. Böhlke, 1959 (Whitestar cardinalfish)
- Apogon lativittatus J. E. Randall, 2001
- Apogon leptocaulus C. R. Gilbert, 1972 (Slendertail cardinalfish)
- Apogon maculatus (Poey, 1860) (Flamefish)
- Apogon marquesensis D. W. Greenfield, 2001
- Apogon mosavi Dale, 1977 (Dwarf cardinalfish)
- Apogon pacificus (Herre, 1935) (Pink cardinalfish)
- Apogon phenax J. E. Böhlke & J. E. Randall, 1968 (Mimic cardinalfish)
- Apogon pillionatus J. E. Böhlke & J. E. Randall, 1968 (Broadsaddle cardinalfish)
- Apogon planifrons Longley & Hildebrand, 1940 (Pale cardinalfish)
- Apogon posterofasciatus G. R. Allen & J. E. Randall, 2002 (Rearbar cardinalfish)
- Apogon pseudomaculatus Longley, 1932 (Twospot cardinalfish)
- Apogon quadrisquamatus Longley, 1934 (Sawcheek cardinalfish)
- Apogon retrosella (T. N. Gill, 1862) (Barspot cardinalfish)
- Apogon robbyi C. R. Gilbert & J. C. Tyler, 1997 (Striped cardinalfish)
- Apogon robinsi J. E. Böhlke & J. E. Randall, 1968 (Roughlip cardinalfish)
- Apogon rubellus (J. L. B. Smith, 1961)
- Apogon rubrifuscus D. W. Greenfield & J. E. Randall, 2004 (Flathead cardinalfish)
- Apogon seminigracaudus D. W. Greenfield, 2007 (Darktail cardinalfish)
- Apogon semiornatus W. K. H. Peters, 1876 (Oblique-banded cardinalfish)
- Apogon susanae D. W. Greenfield, 2001
- Apogon talboti J. L. B. Smith, 1961 (Flame cardinalfish)
- Apogon townsendi (Breder, 1927) (Belted cardinalfish)
- Apogon tricinctus G. R. Allen & Erdmann, 2012 (Threeband cardinalfish)
- Apogon unicolor Steindachner & Döderlein (de), 1883 (Big red cardinalfish)